# San Carlo ai Catinari
San Carlo ai Catinari, officiellt Santi Biagio e Carlo ai Catinari, är en kyrkobyggnad i Rom, helgad åt de heliga Carlo Borromeo och Blasius. Kyrkan är belägen vid Piazza Benedetto Cairoli i Rione Sant'Eustachio och tillhör församlingen Santi Biagio e Carlo ai Catinari. Tillnamnet ”catinari” syftar på de hantverkare som tillverkade skålar i trä, catine, och som hade sina bodar i grannskapet. Kyrkan innehas av Barnabitorden.

## Historia
Kyrkan uppfördes mellan 1612 och 1620 efter ritningar av Rosato Rosati, medan fasaden i travertin är ett verk av Giovanni Battista Soria 1638. Kardinal Giambattista Leni (1573–1627), ärkepräst av San Giovanni in Laterano, testamenterade 40 000 scudi för kyrkobyggnadens fullbordande. Hans namn och årtalet 1635 anges på frisen, vilken åtskiljer fasadens bägge våningar:
Då interiörutsmyckningen drog ut på tiden, kom inte kyrkan att konsekreras förrän år 1722. Domenichino har på kupolens pendentiv framställt kardinaldygderna. Det tredje sidokapellet på höger hand är invigt åt den heliga Cecilia och har en elliptisk kupol, ritad av Antonio Gherardi.
Guds tjänare Rosa Giovannetti (1896–1929) är begravd i kyrkan.

## Bilder
| - Kupolen, ritad av Rosato Rosati. - Kristi begabbelse, utförd av Cavalier d'Arpino. |